# Cantonul Lavelanet
Cantonul Lavelanet este un canton din arondismentul Foix, departamentul Ariège, regiunea Midi-Pyrénées, Franța.

## Comune
| Comune                    | Populație (1999) | Cod poștal | Cod INSEE |
| ------------------------- | ---------------- | ---------- | --------- |
| L'Aiguillon               | 422              | 09300      | 09003     |
| Bélesta                   | 1 179            | 09300      | 09047     |
| Bénaix                    | 164              | 09300      | 09051     |
| Carla-de-Roquefort        | 158              | 09300      | 09080     |
| Dreuilhe                  | 326              | 09300      | 09106     |
| Fougax-et-Barrineuf       | 448              | 09300      | 09125     |
| Ilhat                     | 107              | 09300      | 09142     |
| Lavelanet                 | 6 872            | 09300      | 09160     |
| Lesparrou                 | 265              | 09300      | 09165     |
| Leychert                  | 100              | 09300      | 09166     |
| Lieurac                   | 153              | 09300      | 09168     |
| Montferrier               | 664              | 09300      | 09206     |
| Montségur                 | 117              | 09300      | 09211     |
| Nalzen                    | 141              | 09300      | 09215     |
| Péreille                  | 177              | 09300      | 09227     |
| Raissac                   | 51               | 09300      | 09242     |
| Roquefixade               | 151              | 09300      | 09249     |
| Roquefort-les-Cascades    | 107              | 09300      | 09250     |
| Saint-Jean-d'Aigues-Vives | 430              | 09300      | 09262     |
| Sautel                    | 99               | 09300      | 09281     |
| Villeneuve-d'Olmes        | 1 292            | 09300      | 09336     |